# Red Menace
Red Menace (conocido en español como Amenaza roja) es el noveno episodio de la tercera temporada de la serie de televisión estadounidense de drama sobrenatural y policíaco Grimm. El guion principal del episodio fue coescrito por el guionista Alan DiFiore, y la dirección general estuvo a cargo de Allan Kroeker.
El episodio se transmitió originalmente el 3 de enero del año 2014 por la cadena de televisión estadounidense NBC. Para la emisión de Hispanoamérica, el estreno se llevó a cabo el 10 de febrero del 2014 por el canal Universal Channel.
La trama semanal del episodio gira en torno a la presencia de un koschéi, curandero ruso inspirado en un tradicional cuento de hadas de ese país. Con respecto a la saga de la serie, el capitán Renard se encuentra con Adalind para advertirle que debe tomar un bando, porque si bien la criatura de la que está embarazada es pretendida por todos los grupos en pugna por la sucesión real, ella resultaba descartable. Por su parte Hank invita a su fisioterapeuta a una cita, pero esta rechaza la invitación, mientras que Juliette refugia en su casa a su amiga Alicia, que ha sido golpeada por su esposo.

## Argumento
La frase que inicia cada capítulo, corresponde en este caso al tradicional cuento de hadas ruso "La muerte de Koschéi el inmortal", compilado por Aleksandr Afanásiev en su libro Narodnye russkie skazkiI (Cuentos populares rusos):

Versión en inglés
To kill Koshei the Deathless, first you must find his soul, which is hidden in an egg, in a duck in a lead chest buried beneath an oak tree.
Versión en español
Para matar a Koschéi el inmortal, primero debes hallar su alma, que está escondida en un huevo, dentro de un pato en un arcón, sepultado debajo de un roble.

La trama semanal del episodio gira en torno a la presencia de un koschéi, curandero ruso inspirado en el tradicional cuento de hadas de ese país de donde fue tomada la cita inicial. Boris Myshkin es un koschéi y reconocido curandero en la comunidad rusa de Portland, que años atrás fue un asesino de la policía secreta de su país y que con sus poderes como koschéi puede tanto matar como curar. Durante una fiesta en su honor Myshkin, donde queda en evidencia que es un mujeriego -al igual que la figura folclórica en que se inspira el personaje-, sufre un atentado contra su vida, que rechaza con sus poderes, causando finalmente la muerte del atacante por envenenamiento por la radiación proveniente de sus poderes. Al final se revelará que el atacante era hermano de su amante, ambos hijos de una persona asesinada en Rusia por Myshkin. Mientras Myshkin pide le ruega perdón por haber asesinado a su padre, la esposa de Myshkin la deguella, pero Myshkin, a pesar de estar muy debilitado, utiliza sus poderes para sanar a la mujer, aun cuando ese esfuerzo le cuesta la vida.   
Con respecto a la saga de la serie, el capitán Renard se encuentra con Adalind para advertirle que debe tomar un bando, porque si bien la criatura de la que está embarazada es pretendida por todos los grupos en pugna por la sucesión real, ella resultaba descartable. Por su parte Hank invita a su fisioterapeuta a una cita, pero esta rechaza la invitación, argumentando que no desea mezclar su profesión con relaciones afectivas. Juliette refugia en su casa a su amiga Alicia, que ha sido golpeada por su esposo, quien a su vez decide ir a la casa de los Burkhardt a recuperarla.

## Elenco
- David Giuntoli como Nick Burkhardt.
- Russell Hornsby como Hank Griffin.
- Bitsie Tulloch como Juliette Silverton.
- Silas Weir Mitchell como Monroe.
- Sasha Roiz como el capitán Renard.
- Bree Turner como Rosalee Calvert.
- Reggie Lee como el sargento Wu.
- Claire Coffee como Adalind Schade.

## Producción

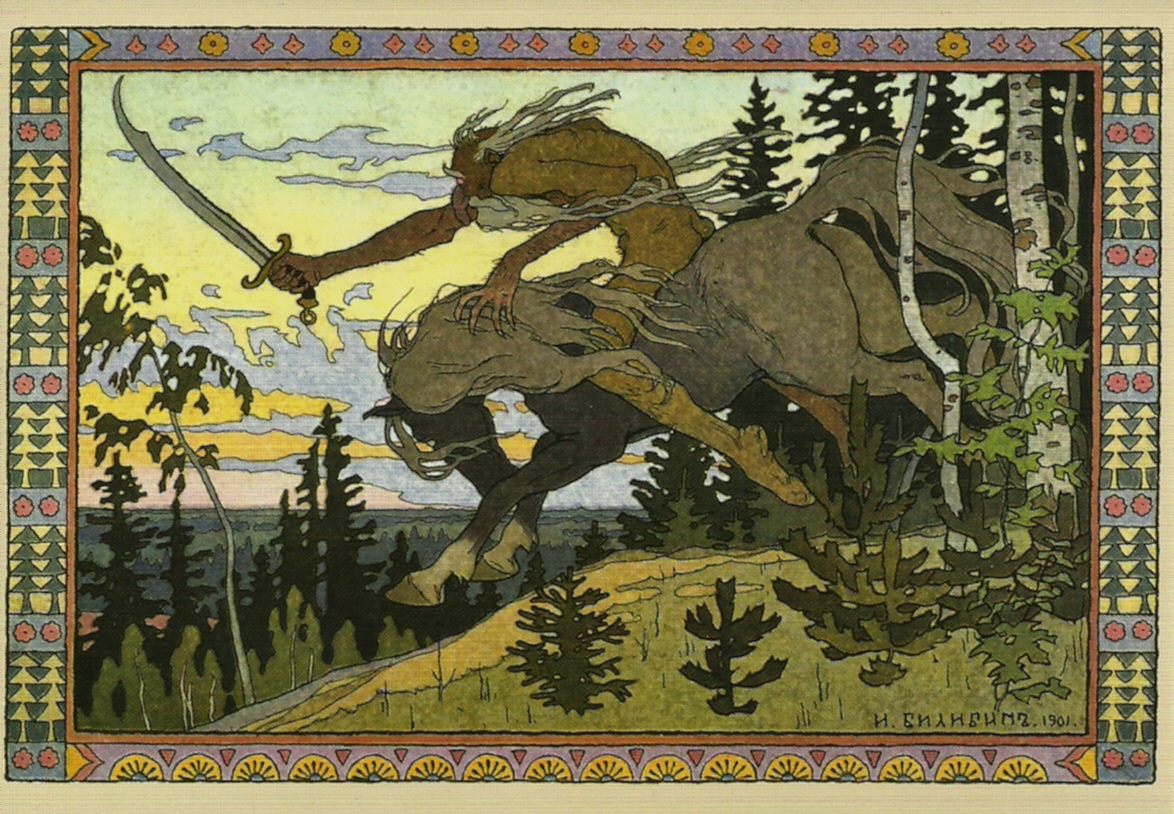
Koschéi el Inmortal de Iván Bilibin, 1901. El episodio basó su argumento en el koschéi, personaje fantástico de los cuentos de hadas rusos.

El título del episodio, "Amenaza roja", juega con la expresión difundida en Estados Unidos para referirse a Rusia comunista, que fuera también título de una película anticomunista (The red menace, 1949), dirigida por R. G. Springsteen.

## Crítica
El argumento ha sido criticado por no haber respetado mínimamente las características centrales que el koschéi tiene en el folklore ruso, más allá de ser un hombre mayor, mujeriego e infiel. El koschéi del folklore ruso se caracteriza por ser un personaje repulsivo, que aterroriza y rapta a las mujeres jóvenes, siempre en peligro.